# 10월 20일
10월 20일은 그레고리력으로 293번째(윤년일 경우 294번째) 날에 해당한다.

## 사건
- 1944년 - 제2차 세계 대전: 소련, 티토가 이끄는 게릴라군 베오그라드를 해방시키다.
- 1945년 - 1945년 몽골 독립 국민투표
- 1950년 - 한국 전쟁: 대한민국 국군이 평양 수복 작전을 개시하였다.
- 2000년 - 대한민국 서울에서 2000년 서울 아시아·유럽 정상회의(~10월 21일)가 개최되었다.
- 2008년 - 논현동 고시원 살인 사건이 발생했다.
- 2011년 - 대한민국의 산악인 박영석과 대원 2명이 히말라야 안나푸르나 남벽에서 실종되다.
- 2014년 - 조코 위도도, 인도네시아 제7대 대통령이 취임하다.

## 문화
- 1973년 - 오스트레일리아 시드니 오페라 하우스 개관.
- 1983년 - KBO 리그 한국시리즈 5차전에서 해태 타이거즈가 MBC 청룡을 8대 1로 꺾고 시리즈 전적 4승 1패로 1982년 창단 이후 1년만에 통산 1번째로 우승을 달성하였다.
- 2013년 - 대한민국의 야구팀인 두산 베어스가 한국시리즈에 진출하다.
- 2015년 - 대한민국의 다국적 9인조 걸그룹 트와이스가 데뷔하다.

## 탄생
- 888년 - 오대십국시대 후량의 제3대 황제 주우정. (~923년)
- 1854년 - 프랑스의 시인 아르튀르 랭보. (~1891년)
- 1857년 - 대한제국의 교육자, 관료 이민선. (~1938년)
- 1859년 - 미국의 철학자이자 교육학자 존 듀이. (~1952년)
- 1866년 - 스웨덴의 경제학자 구스타프 카셀. (~1945년)
- 1872년 - 대한제국 순종의 첫 번째 황후 순명효황후. (~1904년)
- 1874년 - 미국의 작곡가 찰스 아이브스. (~1954년)
- 1879년 - 일본의 경제학자 가와카미 하지메. (~1946년)
- 1882년 - 루고지의 배우 벨라 루고시. (~1956년)
- 1886년 - 영국의 심리학자 프레더릭 바틀릿. (~1969년)
- 1894년 - 미국의 무성 영화 배우, 모델 올리브 토머스. (~1920년)
- 1897년 - 조선의 마지막 황태자 의민태자. (~1970년)
- 1900년 - 대한민국의 독립운동가 겸 정치가 이범석. (~1972년)
- 1904년 - 캐나다의 정치가 토미 더글러스. (~1986년)
- 1917년 - 프랑스의 영화 감독 장피에르 멜빌. (~1973년)
- 1920년 - 대한민국의 언론 출신 정치인 서영훈. (~2017년)
- 1921년 - 대한민국의 정치인 최두고. (~2007년)
- 1923년 - 키르기스스탕의 영화 배우 바켄 키디케예바. (~1993년)
- 1924년 - 대한민국의 여성운동가 김학순. (~1997년)
- 1925년 - 일본의 정치인 노나카 히로무. (~2018년)
- 1928년 - 중국의 정치인, 전 국무원 총리 리펑. (~2019년)
- 1931년
  - 대한민국의 소설가 박완서. (~2011년)
  - 대한민국의 군인, 정치인 이기백. (~2019년)
- 1934년
  - 일본의 왕족 상황후 미치코.
  - 미국의 배우 마이클 던. (~1973년)
- 1935년 - 이탈리아의 축구 선수 파비오 쿠디치니. (~2025년)
- 1936년 - 대한민국의 음악가 김기웅. (~2013년)
- 1937년 - 대한민국의 배우 김상순. (~2015년)
- 1942년
  - 대한민국의 군인 전경환. (~2021년)
  - 대한민국의 기업인 최석정. (~2025년)
- 1945년 - 대한민국의 정치인 김맹곤. (~2018년)
- 1946년 - 오스트리아의 소설가 엘프리데 옐리네크.
- 1949년 - 대한민국 기업인, 중앙일보 회장. 제20대 주미대사 홍석현.
- 1950년 - 대한민국의 정치인 김종식.
- 1951년 - 이탈리아의 축구 선수 클라우디오 라니에리.
- 1952년 - 미국의 배우, 영화 감독 멜라니 메이론.
- 1953년 - 대한민국의 공예가, 교수 조성혜.
- 1955년
  - 미국의 작곡가 토머스 뉴먼.
  - 미국의 정치인 셸던 화이트하우스.
- 1956년
  - 대한민국의 배우 정성모.
  - 대한민국의 정치인 이태훈.
  - 영국의 영화 감독 대니 보일.
- 1958년 - 미국, 덴마크의 배우 비고 모텐슨.
- 1959년 - 대한민국의 정치인 강진원.
- 1961년
  - 대한민국의 성우 김수중.
  - 대한민국의 배우 이영범.
  - 일본의 성우 토미자와 미치에.
  - 영국의 전 축구 선수 이언 러시.
- 1962년 - 대한민국의 음악가 윤희중. (~1999년)
- 1963년 - 대한민국의 배우 이두일.
- 1964년
  - 대한민국의 배우 박태경. (~2016년)
  - 대한민국의 정치인 정진욱.
  - 미국의 정치인 카멀라 해리스.
- 1965년
  - 대한민국의 정치인 박형수.
  - 러시아의 아이스 하키 선수 미하일 시탈렌코프.
- 1966년 - 대한민국의 배우 이새벽.
- 1967년
  - 미국의 과학소설, 작가 테드 창.
  - 미국 출신의 프로 야구 선수 하비 풀리엄.
- 1968년 - 대한민국의 기업인 임우재.
- 1971년
  - 미국의 가수 스눕 독.
  - 일본의 성우 토치카 코이치.
- 1972년
  - 독일계 미국의 영화 감독 토어 프로이덴탈.
  - 독일의 배우 고데하르트 기제.
  - 대한민국의 배우 이지현.
- 1974년 - 대한민국의 전 야구 선수 오상민.
- 1977년
  - 대한민국의 배우 허성태.
  - 대한민국의 전 야구 선수 양현석.
  - 일본의 작곡가, 음악가 이즈쓰 아키오.
  - 캐나다의 바이올린 연주자 레일라 요세포비치.
- 1979년
  - 미국의 배우, 영화 감독 존 크러진스키.
  - 대한민국의 래퍼 프라임 (소울 푸드, 무가당).
- 1980년 - 미국의 배구 선수 라이언 오언스.
- 1981년 - 대한민국의 일러스트레이터 이지현.
- 1982년 - 대한민국의 배우 차지욱.
- 1983년
  - 네덜란드의 전 축구 선수 미셸 보름.
  - 이탈리아의 권투 선수 빈첸초 피카르디.
  - 일본의 배우 야마다 타카유키.
  - 일본의 프로레슬링 선수 야마토 히로시.
- 1984년
  - 대한민국의 희극인 박은영.
  - 대한민국의 아나운서 이서진.
  - 대한민국의 배우 임화영.
- 1985년 - 대한민국의 배우 김미림.
- 1986년 - 대한민국의 아나운서 백승열.
- 1987년
  - 대한민국의 가수, 배우 썬 (록키스).
  - 대한민국의 전직 스타크래프트 프로게이머 김성진.
  - 대한민국의 축구 선수 김동우.
- 1988년
  - 일본의 가수 니이가키 리사 (모닝구무스메).
  - 중국의 탁구 선수 마룽.
  - 남아프리카 공화국의 모델 캔디스 스워너풀.
  - 대한민국의 야구 선수 이천웅.
  - 대한민국의 성악가,오페라가수 손태진.
  - 대한민국의 배우 박희정.
  - 대한민국의 가수 천소아.
- 1989년
  - 대한민국의 레이싱 모델 김하음.
  - 대한민국의 배우 임윤호.
  - 영국의 가수 제스 글린.
- 1990년
  - 대한민국의 배우 이재준.
  - 대한민국의 배우 허은정.
  - 대한민국의 축구 선수 홍진기.
  - 중화인민공화국의 프리스타일 스키 선수 치광푸.
  - 일본의 음악 프로듀서, 소설가, 각본가 진.
- 1991년
  - 대한민국의 야구 선수 신진호.
  - 대한민국의 가수 탱.
- 1992년
  - 대한민국의 배우 하윤경.
  - 미국의 골프 선수 대니엘 강.
  - 이탈리아의 축구 선수 마티아 데 실리오.
  - 대한민국의 래퍼 BM.
- 1993년 - 일본의 배우 하마사키 마오.
- 1994년
  - 대한민국의 치어리더 이주아.
  - 대한민국의 가수 고호정. (핫샷)
- 1995년 - 대한민국의 가수 니후.
- 1996년 - 대한민국의 가수 겸 뮤지컬 배우 라헬. (A.De)
- 1997년
  - 대한민국의 국악인 송소희.
  - 잉글랜드 출신 나이지리아의 축구 선수 아데몰라 루크먼.
  - 러시아의 테니스 선수 안드레이 루블료프.
- 1998년
  - 대한민국의 배우 서신애.
  - 중국의 바둑 기사 리친청.
- 1999년
  - 대한민국의 배우 원소현.
  - 대한민국의 가수 츄. (이달의 소녀)
- 2000년
  - 대한민국의 축구 선수 김진영.
  - 대한민국의 작가 이현진.
- 2001년 - 대한민국의 모델 김어진.
- 2003년 - 중국의 아이돌 인하오위.
- 2004년
  - 일본의 성우 아이카와 카나타.
  - 대한민국의 가수 이한. (BOYNEXTDOOR)

## 사망
- 1740년 - 신성 로마 제국의 황제 카를 6세. (1685년~)
- 1940년 - 대한민국의 독립운동가 이범윤. (1856년~)
- 1964년 - 미국의 정치인 허버트 후버. (1874년~)
- 1982년 - 잉글랜드 태생 캐나다의 군인 세드릭 월리스. (1896년~)
- 1984년 - 영국의 물리학자 폴 디랙. (1902년~)
- 1986년 - 대한민국의 음악가 박태준. (1900년~)
- 1994년 - 미국의 영화 배우 버트 랭커스터. (1913년~)
- 2002년 - 미국의 야구 선수 멜 하더. (1909년~)
- 2011년 - 리비아의 독재자, 정치인, 군인 무아마르 알 카다피. (1942년~)
- 2012년 - 대한민국의 기업인 구평회. (1926년~)
- 2013년 - 대한민국의 가수 및 작곡가 주찬권. (1955년~)
- 2016년
  - 대한민국의 법학자 이영희. (1943년~)
  - 일본의 성우, 배우, 연출가 키모츠키 카네타. (1935년~)
- 2018년
  - 네덜란드의 정치인 빔 코크. (1938년~)
  - 중화인민공화국의 영화배우 웨화. (1942년~)
- 2020년
  - 대한민국의 역사학자 김용섭. (1931년~)
  - 러시아의 영화배우 이리나 스코브세바. (1927년~)
  - 캐나다의 저술가 제임스 랜디. (1928년~)
- 2021년 - 미국의 심리학자 미하이 칙센트미하이. (1934년~)
- 2022년 - 미국의 영화배우 론 마삭. (1936년~)
- 2023년 - 대한민국의 정치인 장종하. (1985년~)
- 2024년
  - 튀르키예의 반체제자 펫훌라흐 귈렌. (1941년~)
  - 중국의 고생물학자 둥즈밍. (1937년~)
  - 대한민국의 성악가 박노경. (1935년~)

## 기념일
- 세계 통계의 날
- 세계 골다공증의 날
- 여성의 날(Vietnamese Women's Day): 베트남

## 같이 보기
- 전날: 10월 19일 다음날: 10월 21일 - 전달: 9월 20일 다음달: 11월 20일
- 음력: 10월 20일
- 모두 보기